# 潛在空間
在解剖學中，潛在空間（potential space）是指在兩個相鄰、互相觸碰的組織之間的空間。這些空間是「潛在的」，意思是這些空間只有在某些生理或病理變化後才會實在地佔用體積。我們可以將潛在空間比喻為還沒有被開啓的空膠袋，或者沒有被充氣的氣球：它的兩邊是緊接在一起的，所以並沒有實在地佔用空間；直至膠袋被打開，或氣球完成充氣後，才有內部體積。
人體中有大量潛在空間，例如位於壁層胸膜和臟層胸膜之間的肋膜腔。正常情況下，肋膜腔中只有少量液體，但當有空氣或胸腔積液積聚時，肋膜腔就會被撐開。另一個潛在空間的例子是心包腔：當患上心包炎時，可能有大量液體積聚在心包腔，導致心包填塞。

## 例子
- 肋橫膈隱窩（英语：costodiaphragmatic recess）
- 心包
- 硬膜外腔（英语：epidural space）
- 硬膜下腔（英语：subdural space）
- 腹膜腔（英语：peritoneal cavity）
- 頰間隙（英语：buccal space）

## 另見
- 頭頸部的筋膜間隙（英语：Fascial spaces of the head and neck）